# Misión sui iuris
En la organización de la Iglesia católica, una misión independiente o misión sui iuris (en latín: Missio sui iuris) es un territorio de misión autónomo o circunscripción eclesiástica confiado a un instituto religioso misionero y puesto bajo la dirección de un superior eclesiástico, perteneciente a ese instituto, a quien están subordinados los puestos de misión y el personal del territorio.
El c. 786 del Código de Derecho Canónico dice: «La actividad propiamente misional, mediante la cual se implanta la Iglesia en pueblos o grupos en los que aún no está enraizada, se lleva a cabo por la Iglesia principalmente enviando predicadores hasta que las nuevas Iglesias queden plenamente constituidas, es decir, cuando estén provistas de fuerzas propias y medios suficientes para poder realizar por sí mismas la tarea de evangelizar.»
Las misiones sui iuris suelen ser territorios escindidos de otra circunscripción eclesiástica misionera. Son erigidas por decreto de la Congregación para la Evangelización de los Pueblos, dicasterio al que están subordinadas.

## Historia
Antes de que el término Missio sui iuris fuera usado formalmente en 1896, existieron áreas en territorios de misión bajo la jurisdicción de la Congregación para la Evangelización de los Pueblos que fueron denominadas misiones y que estaban encomendadas a una congregación misionera bajo la jurisdicción de un delegado apostólico. La más antigua fue erigida en Bagdad el 19 de agosto de 1848. 
La estructura formalizada de las misiones sui iuris encuentra parcialmente su origen en el decreto Excelsum de la Propaganda Fide de 12 de septiembre de 1896. La Gerarchia Cattolica (publicación precursora del Anuario Pontificio) no listó en una categoría separada de las prefecturas apostólicas a las misiones sui iuris hasta 1909, aunque desde 1899 fueron señaladas con la palabra missione entre paréntesis. En el Código de Derecho Canónico de 1917 y en su revisión de 1983 las misiones sui iuris no fueron mencionadas, sin embargo de lo cual la Congregación para la Evangelización de los Pueblos continuó erigiéndolas (7 luego de la promulgación del código en 1983). El papa Benedicto XV en un rescripto de 8 de diciembre de 1919 otorgó a los superiores de las misiones sui iuris la potestad de nombrar un vicario delegado, por lo cual confirmó de hecho que no habían sido abrogadas por el código de 1917. En una audiencia el 7 de noviembre de 1929 el papa Pío XI expresó:

(...) allo scopo di evitare incertezza e confusioni, dichiarare, al tempo stesso, che i Canoni del Codice di Diritto Canonico che si riferiscono alle Prefetture Apostoliche ed ai Prefetti Apostolici, possono applicarsi servatis servandis, su linea generale, anche alle Missioni indipendenti ed ai loro Superiori. [(...) para evitar incertidumbres y confusiones, declarar, al mismo tiempo, que los Cánones del Código de Derecho Canónico que se refieren a las Prefecturas Apostólicas y a los Prefectos Apostólicos, pueden ser aplicados servatis servandis, con carácter general, también a las Misiones independientes y sus Superiores.]

## Misiones sui iuris existentes
Para enero de 2022 existen 8 misiones independientes sui iuris en todo el mundo. Las misiones en Asia y Santa Elena no son sufragáneas de ninguna diócesis, a diferencia de las misiones en las Antillas y Oceanía. Las 8 misiones son:
- Misión sui iuris de Afganistán, en Afganistán.
- Misión sui iuris de las Islas Caimán, en las Islas Caimán, sufragánea de la arquidiócesis de Kingston, en Jamaica.
- Misión sui iuris de Funafuti, en Tuvalu, sufragánea de la arquidiócesis de Samoa-Apia, en Samoa.
- Misión sui iuris de Santa Elena, Ascensión y Tristán de Acuña, en Santa Elena, Ascensión y Tristán de Acuña.
- Misión sui iuris de Tayikistán, en Tayikistán.
- Misión sui iuris de Tokelau, en Tokelau, sufragánea de la arquidiócesis de Samoa-Apia, en Samoa.
- Misión sui iuris de Turkmenistán, en Turkmenistán.
- Misión sui iuris de las Islas Turcas y Caicos, en las Islas Turcas y Caicos, sufragánea de la arquidiócesis de Nasáu, en las Bahamas.